# SpaceX CRS-19
SpaceX CRS-19 (alternativně SpX-19, nebo jednoduše CRS-19) je devatenáctá a zároveň čtvrtá z pěti misí, které byly objednány jako druhé prodloužení původního kontraktu Commercial Resupply Services uzavřeného mezi společností SpaceX a NASA na zásobovací mise kosmické lodi Dragon k Mezinárodní vesmírné stanici (ISS). Celkově šlo o dvacátý první let Dragonu do vesmíru (pokud počítáme i demo lety C1 a C2+). Bylo to podruhé, kdy byla použita již dvakrát letěná kosmická loď Dragon, konkrétně byla použita loď C106, která letěla už při misích CRS-4 a CRS-11.

## Náklad

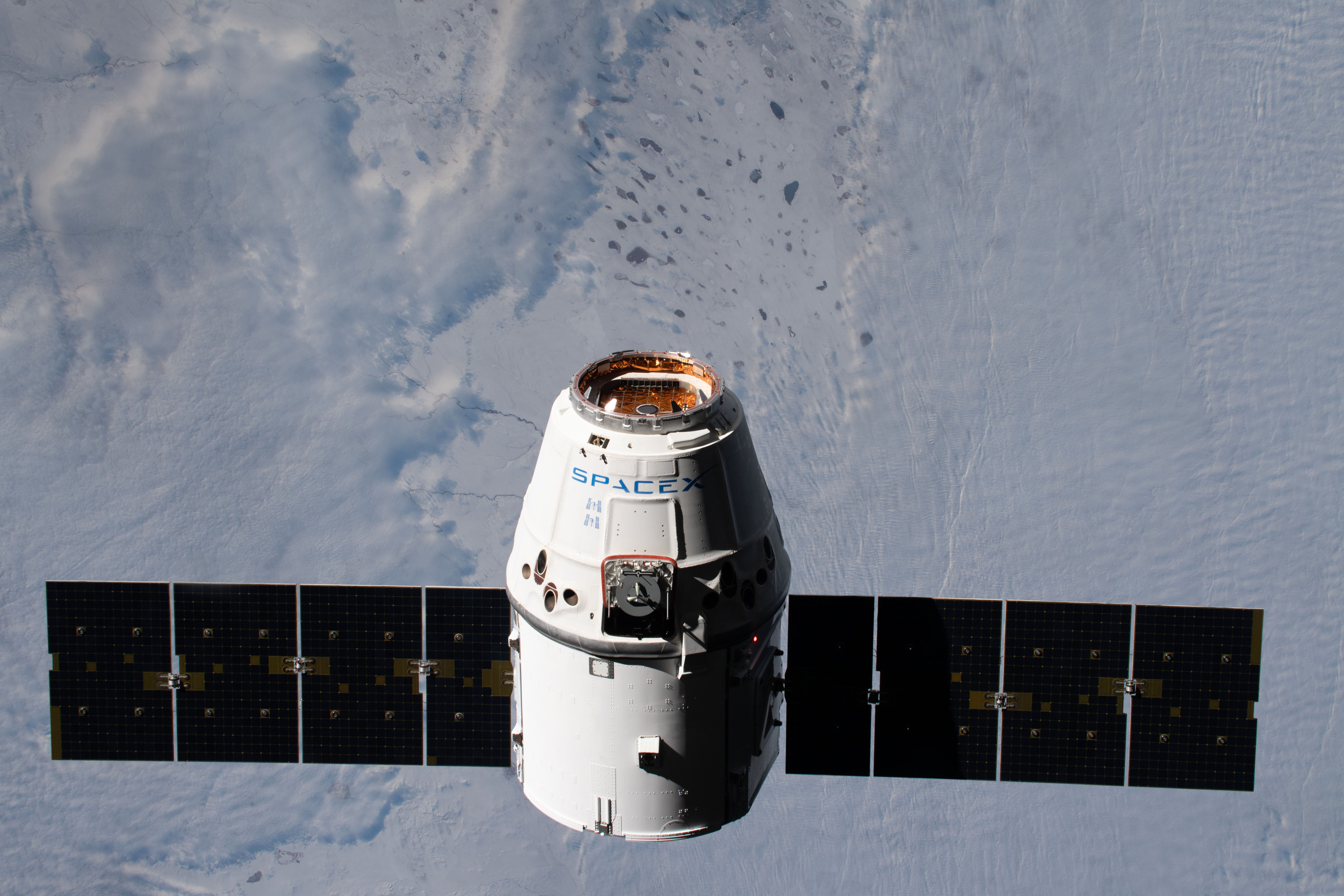
CRS-19

### Náklad při startu
| Celkový náklad                 | 2617 kg |
| ------------------------------ | ------- |
| Celkový hermetizovaný náklad   | 1693 kg |
| Vědecké experimenty            | 977 kg  |
| Zásoby pro posádku             | 256 kg  |
| Hardware pro stanici           | 306 kg  |
| Počítačové vybavení            | 15 kg   |
| Vybavení pro EVA               | 64 kg   |
| Celkový nehermetizovaný náklad | 924 kg  |
| HISUI                          | 500 kg  |
| RiTS                           |         |
| Li-Ion Baterie                 |         |